# Anne Boutet de Monvel
Anne-Marie Boutet de Monvel (née Berthier, também publicado como Anne-Marie Berthier e Anne-Marie Boutet de Monvel-Berthier; 1948) é uma matemática aplicada e física matemática francesa, professora emérita na Universidade de Paris, afiliada ao Institut de mathématiques de Jussieu – Paris Rive Gauche.

## Livros
Boutet de Monvel autora de Spectral theory and wave operators for the Schrödinger equation (Pitman, 1982). Com Werner Amrein e Vladimir Georgescu é co-autora de Hardy type inequalities for abstract differential operators (American Mathematical Society, 1987) e {\displaystyle C_{0}}-groups, commutator methods and spectral theory of {\displaystyle N}-body Hamiltonians (Birkhäuser, 1996).
Por muitos anos foi co-editora-chefe da série de livros Progress in Mathematical Physics, após seu relançamento pela Birkhäuser em 1999.

## Reconhecimento
Foi nomeada fellow da American Mathematical Society, na classe de 2022, "por contribuições à física matemática, particularmente à teoria do operador de Schroedinger e à teoria dos sistemas integráveis".

## Vida privada
Boutet de Monvel foi casada com Louis Boutet de Monvel (1941-2014), também matemático.